# 裸蒴苔科
裸蒴苔科（学名：Haplomitriaceae）是美苔目下的一个科。

## 下属分类
本科包括以下属：
- Gessella C.Poulsen
- 裸蒴苔属 Haplomitrium Nees